# 乍得足球協會
乍得足球協會是專門管轄乍得足球事務的組織。乍得足球協會成立於1961年，並在1988年加入國際足協。此外，它還是非洲足協和中非洲足球總會聯會的成員之一。

## 外部連結
- 國際足協網頁 （页面存档备份，存于）
- 非洲足協網頁 （页面存档备份，存于）